# 2017 en Afrique
Liste d'évènements de l'année 2017 en Afrique, sauf dans les pays ayant leur propre article.

## Événements

### Janvier
- 7 janvier : Nana Akufo-Addo devient président de la République du Ghana.
- 10 janvier : Daniel Kablan Duncan est nommé vice-président de Côte d'Ivoire, Amadou Gon Coulibaly est nommé premier ministre.
- 14 janvier : début de la coupe d'Afrique des nations de football 2017 au Gabon.
- 17 janvier : bombardement du camp de réfugiés de Rann au Nigeria.
- 19 janvier : à la suite de l'élection présidentielle gambienne de 2016, Adama Barrow prête serment à l'ambassade de Dakar.
- 20 janvier : après une intervention militaire en Gambie menée par la CEDEAO, Yahya Jammeh accepte de céder le pouvoir à Adama Barrow.
- 30 janvier : lors du sommet d'Addis-Abeba, l'Union africaine décide de réintégrer le Maroc[1] ; Moussa Faki est élu président de la Commission de l'Union africaine.

### Février
- 5 février : l'équipe du Cameroun remporte la Coupe d'Afrique des nations de football.
- 8 février : élection présidentielle en Somalie, Mohamed Abdullahi Mohamed est élu.
- 19 février : attentat à Mogadiscio en Somalie.
- 20 février : l'état de famine est officiellement déclaré au Soudan du Sud.
- 22 février : attaque de Tilwa au Niger.

### Mars
- 7 mars : le cyclone Enawo frappe Madagascar.
- 11 mars : catastrophe de Koshe dans une décharge en Éthiopie.
- 17 mars : Saâdeddine El Othmani est nommé chef du gouvernement du Maroc.

### Avril
- 5 avril : le gouvernement El Othmani entre en fonctions au Maroc.
- 6 avril : élections législatives en Gambie.
- 7 avril : Bruno Tshibala est nommé Premier ministre de la République démocratique du Congo.
- 9 avril : bataille de Gueskerou au Niger.

### Mai
- 4 mai : élections législatives en Algérie.
- 5 mai : bataille de Kaïga au Tchad.
- 23 mai : attentat-suicide à Bosasso en Somalie.
- 25 mai : le gouvernement Abdelmadjid Tebboune entre en fonction en Algérie.
- 31 mai : combat d'Abala au Niger.

### Juin
- 3 juin : élections législatives au Lesotho.
- 24 – 25 juin : offensive du lac Tchad par l'armée tchadienne.

### Juillet
- 2 juillet : le G5 du Sahel décide la création d'une force militaire conjointe transfrontalière, la FC-G5S.
- 5 juillet : fin de la bataille de Benghazi en Libye.
- 5 juillet : attaque de Midal au Niger.
- 16 et 30 juillet : élections législatives en République du Congo.
- 25 juillet :
  - accord entre Khalifa Haftar et Fayez el-Sarraj pour un cessez-le-feu en Libye, prévoyant des élections au printemps 2018[2] ;
  - une attaque de Boko Haram contre une mission pétrolière près de Magumeri (Nigeria) fait 50 morts[3].
- 30 juillet : élections législatives au Sénégal.

### Août
- 4 août : élection présidentielle au Rwanda, Paul Kagame est réélu.
- 5 août : référendum constitutionnel en Mauritanie, les deux propositions sont approuvées à une large majorité.
- 6 août : une attaque dans une église à Ozubulu (en) (Nigeria) fait au moins 11 morts[4].
- 8 août : élections générales au Kenya, Uhuru Kenyatta est réélu président.
- 13 août : attentat à Ouagadougou (Burkina Faso).
- 14 août :
  - attaque à Tombouctou (Mali) contre la MINUSMA ;
  - glissement de terrain meurtrier au Sierra Leone.
- 15 août :
  - Abdelmadjid Tebboune est remplacé par Ahmed Ouyahia comme Premier ministre de l'Algérie ;
  - un triple attentat-suicide fait 28 morts à Mandarari (Nigeria)[5].
- 23 août : élections générales en Angola, ensuite João Lourenço est élu président de la République.
- 31 août : élections sénatoriales en République du Congo.

### Septembre
- Inauguration du deuxième campus de l'African Leadership University à Kigali, au Rwanda.
- 1er septembre : la Cour suprême du Kenya annule les résultats de l'élection présidentielle d'août.
- 11 septembre : début de la crise anglophone au Cameroun.

### Octobre
- 1er octobre : des séparatistes déclarent unilatéralement l'indépendance des régions anglophones du Cameroun sous le nom de république fédérale d'Ambazonie.
- 4 octobre : embuscade de Tongo Tongo au Niger.
- 5 octobre : début de l'insurrection islamiste de Cabo Delgado[6] après une attaque d'Ansar al-Sunna contre 3 commissariats de la ville de Mocímboa da Praia[7]
- 10 octobre : élections générales au Liberia.
- 14 octobre :
  - écrasement d'un Antonov An-26 de Valan ICC à Abidjan (Côte d'Ivoire).
  - un attentat à Mogadiscio, en Somalie, fait au moins 300 morts.
- 26 octobre : élection présidentielle au Kenya, Uhuru Kenyatta est réélu.

### Novembre
- 12 novembre : élections législatives en Guinée équatoriale.
- 13 novembre : élection présidentielle au Somaliland.
- 14 - 15 novembre : coup d'État au Zimbabwe.
- 21 novembre :
  - attentat à Mubi au Nigeria ;
  - Robert Mugabe démissionne de la présidence du Zimbabwe, Emmerson Mnangagwa lui succède le 24.

### Décembre
- 1er décembre : la journée mondiale de lutte contre le sida conduit la radio Africa n°1 à mener une campagne de sensibilisation au dépistage du VIH[8].
- 7 décembre : bataille de Semuliki en République démocratique du Congo.
- 26 décembre : second tour de l'élection présidentielle au Liberia, George Weah est élu.